# Aeranthes orophila
Aeranthes orophila là một loài thực vật có hoa trong họ Lan. Loài này được Toill.-Gen. mô tả khoa học đầu tiên năm 1959.